# Leucania cholica
Leucania cholica là một loài bướm đêm trong họ Noctuidae.